# Pseudophyllidea
Ordre
Les Pseudophyllidea sont un ordre de vers plats (Plathelminthes) non accepté par ITIS et WoRMS. Ils sont classés avec les cyclophyllidés parmi les Cestodes.
Ce groupe se différencie des cyclophyllidés par la présence d'un orifice de ponte.
De plus, les pores génitaux sont médians.
Les formes larvaires des pseudophyllidés sont : plérocercoïde (hôte vertébré) et procercoïde (hôte invertébré).

## Liste des familles
Selon ITIS (9 août 2010) :
- Amphicotylidae
- Bothriocephalidae
- Cephalochlamydidae
- Diphyllobothriidae
- Echinophallidae
- Haplobothriidae
- Parabothriocephalidae
- Ptychobothriidae
- Triaenophoridae